# Onda di pressione
Si definiscono onde di pressione quelle onde che si propagano nei gas tramite dei fenomeni di compressione o decompressione locale, come ad esempio le onde sonore.

## Parametri necessari per descrivere le onde di pressione
Innanzitutto è necessario introdurre il modulo di compressibilità {\displaystyle \beta }
{\displaystyle \beta =-V{\frac {dp}{dV}},}
ricordando che la massa è data dal prodotto {\displaystyle m=V\cdot \rho }  di volume e densità e che tale quantità deve essere conservata, si ottiene
{\displaystyle Vd\rho +dV\rho =0\!}
da cui
{\displaystyle {\frac {dV}{V}}=-{\frac {d\rho }{\rho }}\!.}
Sostituendo nella prima espressione, risulta
{\displaystyle \beta =\rho {\frac {dp}{d\rho }}.}
Considerando ora un gas adiabatico il suo modulo di compressibilità è pari a
{\displaystyle pV^{\gamma }=costante\Rightarrow {\frac {p}{\rho ^{\gamma }}}=costante}
(infatti, moltiplicando e dividendo per {\displaystyle m^{\gamma }}, con {\displaystyle m} massa contenuta nel volume {\displaystyle V}, si ottiene
{\displaystyle pV^{\gamma }={\frac {pV^{\gamma }m^{\gamma }}{m^{\gamma }}}={\frac {pm^{\gamma }}{\rho ^{\gamma }}}=costante};
indicando con {\displaystyle k} tale costante:
{\displaystyle {\frac {pm^{\gamma }}{\rho ^{\gamma }}}=k}
se la massa è costante, allora si ingloba nella costante {\displaystyle k} al secondo membro, per cui si ha l'espressione:
{\displaystyle {\frac {p}{\rho ^{\gamma }}}=k'}             dove: {\displaystyle k'=k/m^{\gamma }=costante}
da cui:
{\displaystyle {\frac {p}{\rho ^{\gamma }}}=costante})
{\displaystyle \Rightarrow p=C\rho ^{\gamma }}
{\displaystyle {\frac {dp}{d\rho }}=\gamma C\rho ^{\gamma -1}={\frac {\gamma C\rho ^{\gamma }}{\rho }}={\frac {\gamma p}{\rho }}}
{\displaystyle \beta _{s}=\gamma p}
dove {\displaystyle \beta _{s}} viene chiamato modulo di compressibilità adiabatica.
In generale un gas è un sistema con notevoli proprietà elastiche ed è lecito quindi fare delle analogie con le onde che si creano, ad esempio, in una sbarra solida. In tal caso il modulo di compressibilità ha lo stesso identico ruolo del modulo di Young {\displaystyle E} di una sbarra solida, e le onde si propagheranno nel gas con velocità
{\displaystyle v={\sqrt {\frac {\beta }{\rho }}}.}

## Onde in un gas
All'atto pratico, per verificare che anche in un gas si verificano dei fenomeni di propagazione governati dall'equazione delle onde, si può esaminare il caso di un gas contenuto in un tubo rigido disposto in un sistema di riferimento cartesiano parallelamente all'asse {\displaystyle x} delle ascisse, indicando con {\displaystyle \rho _{0}} e {\displaystyle p_{0}} rispettivamente i valori a riposo della densità e della pressione. Dopodiché si supponga di comprimere con una membrana elastica un piccolo volumetto di gas, dando così origine in esso alle variazioni {\displaystyle d\rho } e {\displaystyle dp}. Si avrà, quindi, un volumetto di gas a pressione e densità
{\displaystyle p=p_{0}+dp\qquad \rho =\rho _{0}+d\rho .}
Siano inoltre piccoli gli spostamenti dalla posizione d'equilibrio delle particelle, indicati dalla funzione {\displaystyle s=s(x,t)} così come la derivata di questa funzione rispetto a {\displaystyle x}.
Considerata ora una massa di gas contenuta tra due piani perpendicolari all'asse {\displaystyle x}, che intersecano tale asse nei punti {\displaystyle x} e {\displaystyle x+dx}, posta di valore unitario la sezione del cilindro, la massa di gas contenuta fra i due piani è {\displaystyle dm=\rho _{0}dx}.
Ad un certo istante {\displaystyle t} la massa {\displaystyle dm} avrà subito gli effetti della perturbazione e sarà compresa tra
{\displaystyle x+s(x,t)\qquad {\mbox{e}}\qquad x+dx+s(x+dx,t)}
cosicché la sua dimensione lineare sarà diventata
{\displaystyle dx+s(x+dx,t)-s(x,t)=dx+{\frac {\partial s}{\partial x}}dx.}
Poiché si tratta di una massa il cui volume è cambiato, ne consegue che sarà cambiata anche la sua densità che ora sarà {\displaystyle \rho _{0}+d\rho }
{\displaystyle dm=(\rho _{0}+d\rho )\left(dx+{\frac {\partial s}{\partial x}}dx\right)=dx\left(\rho _{0}+\rho _{0}{\frac {\partial s}{\partial x}}+d\rho +d\rho {\frac {\partial s}{\partial x}}\right).}
Uguagliando questa espressione a {\displaystyle dm=\rho _{0}dx} e trascurando il quarto addendo in quanto infinitesimo di ordine superiore:
{\displaystyle d\rho =-\rho _{0}{\frac {\partial s}{\partial x}}}
che esprime il collegamento tra il moto del gas e la variazione della sua densità. Per quanto detto prima, ad una variazione di densità corrisponderà una variazione di pressione pari a
{\displaystyle dp={\frac {\beta }{\rho _{0}}}d\rho \Rightarrow p=p_{0}-\beta {\frac {\partial s}{\partial x}}.}
La variazione di pressione causa un moto del gas. Quindi, ricordando che la sezione del tubo è unitaria, la forza risultante agente sulla massa {\displaystyle dm} sarà:
{\displaystyle p(x,t)-p(x+dx,t)=-{\frac {\partial p}{\partial x}}dx=\beta {\frac {\partial ^{2}s}{\partial x^{2}}}dx.}
Per la seconda legge della dinamica, tale forza causerà un'accelerazione {\displaystyle {\frac {\partial ^{2}s}{\partial t^{2}}}} e quindi
{\displaystyle \beta {\frac {\partial ^{2}s}{\partial x^{2}}}dx=dm{\frac {\partial ^{2}s}{\partial t^{2}}}=\rho _{0}dx{\frac {\partial ^{2}s}{\partial t^{2}}}.}
Il che conduce a:
{\displaystyle {\frac {\partial ^{2}s}{\partial t^{2}}}={\frac {\beta }{\rho _{0}}}{\frac {\partial ^{2}s}{\partial x^{2}}}.}
Quindi lo spostamento delle molecole del gas segue l'equazione delle onde. Per ricavare il comportamento della pressione, partendo da {\displaystyle p=p_{0}-\beta {\frac {\partial s}{\partial x}}} si deriva rispetto a {\displaystyle x} e poi rispetto al tempo:
{\displaystyle {\begin{aligned}{\frac {\partial ^{2}p}{\partial x^{2}}}=-\beta {\frac {\partial }{\partial x}}{\frac {\partial ^{2}s}{\partial x^{2}}}=-\rho _{0}{\frac {\partial }{\partial x}}{\frac {\partial ^{2}s}{\partial t^{2}}}\\{\frac {\partial ^{2}p}{\partial t^{2}}}=-\beta {\frac {\partial ^{2}}{\partial t^{2}}}{\frac {\partial s}{\partial x}}=-\beta {\frac {\partial }{\partial x}}{\frac {\partial ^{2}s}{\partial t^{2}}}\\\Rightarrow {\frac {\partial ^{2}p}{\partial t^{2}}}={\frac {\beta }{\rho _{0}}}{\frac {\partial ^{2}p}{\partial x^{2}}}\end{aligned}}}
e ripetendo il ragionamento per la densità, il risultato è lo stesso:
{\displaystyle {\frac {\partial ^{2}\rho }{\partial t^{2}}}={\frac {\beta }{\rho _{0}}}{\frac {\partial ^{2}\rho }{\partial x^{2}}}.}